# Waltendorf (Niederwinkling)
Waltendorf ist ein Gemeindeteil der Gemeinde Niederwinkling und eine Gemarkung im niederbayerischen Landkreis Straubing-Bogen.

## Lage
Das Pfarrdorf Waltendorf liegt knapp fünf Kilometer südlich von Niederwinkling in der Nähe der Donau. Am gegenüberliegenden Donauufer liegt Irlbach.
Die Gemarkung entspricht etwa 30 % der Niederwinklinger Gemeindefläche und bildet deren südlichen Teil. Auf ihr liegen Waltendorf, Aicha, Albertskirchen, Alkofen, Asbach, Buglau, Kammerau, Langenrain, Lehel, Mitterrain, Petzendorf, Seiderau und Steinerrain. Die Nachbargemarkungen sind Mariaposching, Irlbach, Amselfing und Niederwinkling.

## Geschichte
Zur einstigen Obmannschaft Waltendorf gehörten außer Waltendorf die Orte Petzendorf, Alkofen und Albertskirchen. Bei der Bildung der Steuerdistrikte 1808/1811 kam Waltendorf zum Steuerdistrikt Mariaposching. Im Ruralgemeindeverzeichnis von 1818 war Waltendorf die einzige von 50 Ruralgemeinden im Landgericht Deggendorf, die nicht bereits anhand der Steuerdistrikte und ihren Sektionen vorgezeichnet war.
Die Gemeinde Waltendorf wurde in Übereinstimmung mit den Grenzen der Pfarrei Waltendorf geschaffen. Sie kam 1838 zu dem neu errichteten Landgericht Bogen. Im Jahr 1961 hatte die Gemarkung 923,25 Hektar, die Einwohnerzahl der Gemeinde lag bei 482, die vom Pfarrdorf bei 135. Die 13 Orte der Gemeinde waren Waltendorf, Aicha, Albertskirchen, Alkofen, Asbach, Buglau, Kammerau, Langenrain, Lehel, Mitterrain, Petzendorf, Seiderau und Steinerrain. Gemäß Entscheidung des Bayerischen Staatsministeriums des Inneren vom 16. November 1970 wurde die Gemeinde Waltendorf im Zuge der Gebietsreform in Bayern mit Wirkung vom 1. Januar 1971 in die Gemeinde Niederwinkling eingegliedert.

## Sehenswürdigkeiten
- Pfarrkirche St. Peter und Paul. Turm und Chor sind spätgotisch um 1495, das Langhaus und die Sakristei entstanden um 1790.

## Vereine
- BRK Waltendorf
- Freiwillige Feuerwehr Waltendorf. Sie wurde 1875 gegründet.
- Frauenbund Waltendorf
- Heuwischtiger Waltendorf
- KLJB Waltendorf
- KuSK Waltendorf
- VdK-Ortsverband Waltendorf
- Wasserwacht Waltendorf